# TVnavi
TVnavi（テレビナビ）は、フジサンケイグループ傘下の産経新聞出版から発行、扶桑社から発売されている月刊のテレビ情報誌である。

## 概要
2003年3月24日創刊、毎月24日発売。1カ月分のテレビ番組表や番組の見どころを紹介。タレントの出演情報のほか過去に放送されたテレビ番組の特集企画、韓国の俳優・女優の最新ニュースなどの企画も掲載している。番組表は日刊スポーツPRESS（旧・日刊編集センター）から配信を受けている。
マスコットキャラクターはイヌの「ナビー」（通称：ナビーくん）。

## 連載
- 「超私的essay」 - 堺雅人
- 「福士誠治のほ本日記」 - 福士誠治
- 「中井正広のブラックバラエティ 番外編」 - 中居正広
- 「KAT-TUN スタイル」（ニッポン放送） - 田口淳之介、田中聖
- 「R-One KAT-TUN」（文化放送） - 上田竜也、中丸雄一
- 「天使たちのウインク」
- 「ナビーロード」 - 家石田タカフミ
- 「Thank you ふぉ〜ゆ〜!!」 - ふぉ〜ゆ〜

## ドラマ・オブ・ザ・イヤー
企画は2004年より新設。1年間にNHK、民放で放送された連続テレビドラマの中から読者投票によって選ばれる（2016年は休み、その後復活せず）。

### 受賞作品
第1回 ドラマ・オブ・ザ・イヤー2004
- 作品大賞：『砂の器』
- 最優秀主演男優賞：中居正広（砂の器）
- 最優秀主演女優賞：松下由樹（大奥〜第一章〜）
- 最優秀助演男優賞：山本耕史（新選組!）
- 最優秀助演女優賞：松雪泰子（砂の器）
- 特別賞：美山加恋（僕と彼女と彼女の生きる道）

第2回 ドラマ・オブ・ザ・イヤー2005
- 作品大賞：『野ブタ。をプロデュース』
- 主演男優賞：滝沢秀明（義経）
- 主演女優賞：仲間由紀恵（ごくせん）
- 助演男優賞：松本潤（花より男子）
- 助演女優賞：薬師丸ひろ子（1リットルの涙）
- 新人賞（男優）：亀梨和也（野ブタ。をプロデュース）
- 新人賞（女優）：堀北真希（野ブタ。をプロデュース）

第3回 ドラマ・オブ・ザ・イヤー2006
- 作品大賞：『のだめカンタービレ』
- 主演男優賞：草彅剛（僕の歩く道）
- 主演女優賞：篠原涼子（アンフェア）
- 助演男優賞：福士誠治（純情きらり）
- 助演女優賞：沢尻エリカ（タイヨウのうた）
- 新人賞（男優）：田中聖（マイ☆ボス マイ☆ヒーロー）
- 新人賞（女優）：村上知子（ブスの瞳に恋してる）

第4回 ドラマ・オブ・ザ・イヤー2007
- 作品大賞：『華麗なる一族』
- 主演男優賞：木村拓哉（華麗なる一族）
- 主演女優賞：篠原涼子（ハケンの品格）
- 助演男優賞：小栗旬（花ざかりの君たちへ〜イケメン♂パラダイス〜）
- 助演女優賞：新垣結衣（パパとムスメの7日間）
- 新人賞（男優）：田口淳之介（花嫁とパパ）
- 新人賞（女優）：多部未華子（山田太郎ものがたり）

第5回 ドラマ・オブ・ザ・イヤー2008
- 作品大賞：『魔王』
- 主演男優賞：大野智（魔王）
- 主演女優賞：宮崎あおい（篤姫）
- 助演男優賞：瑛太（ラスト・フレンズ、篤姫）
- 助演女優賞：上野樹里（ラスト・フレンズ）
- 新人賞（男優）：山田涼介（1ポンドの福音、スクラップ・ティーチャー〜教師再生〜）
- 新人賞（女優）：比嘉愛未（コード・ブルー -ドクターヘリ緊急救命-）

第6回 ドラマ・オブ・ザ・イヤー2009
- 作品大賞：『JIN-仁-』
- 主演男優賞：大沢たかお（JIN-仁-）
- 主演女優賞：天海祐希（BOSS）
- 助演男優賞：内野聖陽（JIN-仁-）
- 助演女優賞：綾瀬はるか（JIN-仁-）
- 新人賞：中丸雄一（RESCUE〜特別高度救助隊）

第7回 ドラマ・オブ・ザ・イヤー2010
- 作品大賞：『ゲゲゲの女房』
- 主演男優賞：福山雅治（龍馬伝）
- 主演女優賞：松下奈緒（ゲゲゲの女房）
- 助演男優賞：向井理（ゲゲゲの女房）
- 助演女優賞：浅野温子（フリーター、家を買う。）
- 新人賞（男優）：丸山隆平（フリーター、家を買う。）
- 新人賞（女優）：芦田愛菜（Mother）

第8回 ドラマ・オブ・ザ・イヤー2011
- 作品大賞：『家政婦のミタ』
- 主演男優賞：大沢たかお（JIN-仁-）
- 主演女優賞：松嶋菜々子（家政婦のミタ）
- 助演男優賞：長谷川博己（家政婦のミタ）
- 助演女優賞：杏（妖怪人間ベム）
- 新人賞（男優）：鈴木福（妖怪人間ベム、マルモのおきて）
- 新人賞（女優）：瀧本美織（連続テレビ小説 てっぱん、美男ですね）

第9回 ドラマ・オブ・ザ・イヤー2012
- 作品大賞：『鍵のかかった部屋』
- 主演男優賞：大野智（鍵のかかった部屋）
- 主演女優賞：堀北真希（梅ちゃん先生）
- 助演男優賞：西島秀俊（ストロベリーナイト）
- 助演女優賞：栗山千明（ATARU）
- 新人賞（男優）：知念侑李（スプラウト、最高の人生の終り方〜エンディングプランナー〜）
- 新人賞（女優）：入来茉里（ラッキーセブン）

第10回 ドラマ・オブ・ザ・イヤー2013
- 作品大賞：『安堂ロイド〜A.I. knows LOVE?〜』
- 主演男優賞：木村拓哉（安堂ロイド〜A.I. knows LOVE?〜）
- 主演女優賞：綾瀬はるか（八重の桜）
- 助演男優賞：斎藤工（ミス・パイロット、ガラスの家）
- 助演女優賞：上戸彩（半沢直樹）
- 新人賞（男優）：藤井流星（ミス・パイロット）
- 新人賞（女優）：黒木華（リーガルハイ (第2期)）

第11回 ドラマ・オブ・ザ・イヤー2014
- 作品大賞：『死神くん』
- 主演男優賞：大野智
- 主演女優賞：杏
- 助演男優賞：松重豊
- 助演女優賞：石原さとみ
- 新人賞（男優）：工藤阿須加
- 新人賞（女優）：鈴木梨央

第12回 ドラマ・オブ・ザ・イヤー2015
- 作品大賞：『銭の戦争』
- 主演男優賞：草彅剛
- 主演女優賞：杏
- 助演男優賞：神木隆之介
- 助演女優賞：木村文乃
- 新人賞（男優）：岸優太
- 新人賞（女優）：広瀬すず

## 地域版
36都道府県をカバーする。広島・岡山・香川版と青森・岩手版と秋田・山形版は毎月25日、北海道版と九州版と鹿児島・熊本・宮崎版は毎月26日、それ以外の地区は毎月24日発売（ただし年末年始にかかる翌年2月号に関しては、年末進行の都合上地域により12月15 - 18日のうちに発売を開始される）。書店や駅売店、コンビニ、関東・近畿の産経新聞販売店で発売されている。
- 北海道版（北海道）
- 青森・岩手版（青森県、岩手県）
- 秋田・山形版（秋田県、山形県）
- 宮城・福島版（宮城県、福島県）
- 関東版（茨城県、栃木県、群馬県、埼玉県、千葉県、東京都、神奈川県）
- 長野・新潟版（新潟県、長野県）
- 静岡版（静岡県）
- 中部版（愛知県、岐阜県、三重県）
- 関西版（滋賀県、京都府、大阪府、兵庫県、奈良県、和歌山県）
- 広島・岡山・香川版（広島県、岡山県、香川県）
- 九州版（福岡県、佐賀県、長崎県、大分県）
- 鹿児島・熊本・宮崎版（鹿児島県、熊本県、宮崎県）

## 姉妹誌
『おとなのデジタルTVナビ』
- 2009年11月（2010年1月号）に『デジタルTVナビ』として創刊され、2010年11月（12月号）から『おとなのデジタルTVナビ』と改題しリニューアルした。
- 現在全国版（実質関東版）と関西版が発行されている。かつては中部版も発行されていたが2012年5月号限りで休刊。地上波・BS・CSの番組が掲載されている。収録局は地上波・BS・CS合わせて84局（関西版は80局。衛星は全版共通の内容）。

『日本映画Navi』
- 隔月刊。2007年より創刊。
- 最新の日本映画にスポットを当て、出演者・監督らのインタビューや見所を掲載。特にフジテレビジョン系列が制作に参加する作品への特集には力を入れている。